# Stenandra kolbei
Stenandra kolbei là một loài bọ cánh cứng trong họ Cerambycidae.